# Novica Maksimović
Novica Maksimović (in serbo Новица Максимовић?; Kula, 4 aprile 1988) è un calciatore serbo, centrocampista svincolato.